# Eublemma cornutus
Eublemma cornutus is een vlinder uit de familie spinneruilen (Erebidae). De wetenschappelijke naam is voor het eerst geldig gepubliceerd in 2004 door Fibiger & Hacker.
De soort komt voor in tropisch Afrika.